# Ozvěny špíny
Ozvěny špíny (czes. echo brudów) - szósty album czeskiej grupy Umbrtka. Jest to kompilacja utworów wydanych wcześniej. Został wydany w roku 2002.

## Lista utworów
1. "Nákladní trakce"
2. "Sny z betonu"
3. "Zdistav Umbrtka"
4. "Muž s míchačkou"
5. "Trolej"
6. "Můžeš myslet pracujíc"
7. "Trakce a vozba do boha"
8. "Umbrtka Šroubur"
9. "Řád žebravých somráků"
10. "Wratebrus Umbrtka"
11. "Okruh Popílkoviště a sny o špíně"
12. "Umbrtka Umbrdrun"
13. "Umbrtkovo nádraží"
14. "Dělník (bonus - new version)"
15. "Ozvěny špíny (only on this best of album) "